# マラウイの国章
マラウイの国章（マラウイのこくしょう）は、1964年6月30日に制定された。この国章は、イギリスの植民地であったローデシア・ニヤサランド連邦時代の国章に基づいている。

## 概要
まず、国章の中には3つの小さな領域に分けられた盾が描かれており、3つの領域のうちの上の段には、銀色と青色の波模様が描かれている。また、盾の中段には、赤を背景とした金色のライオンが描かれており、盾の下段には、黒い背景に浮かぶ金色の太陽が描かれている。
次に、盾の上部には兜が置かれ、その兜の上には鷲が描かれており、さらにワシの後ろには金色の太陽が浮かび上がる様子が描かれている。また、盾の左側にはライオンが、右側にはヒョウが描かれ、左右から国章を支えている。一方、盾の下側には山が描かれており、その下部にあるリボンには、マラウイの国の標語である"Unity and Freedom"（統一と自由）の言葉が英語で書かれている。
上記のうち、波模様はマラウイ湖を、浮かぶ2つの太陽はアフリカの自由と独立の誕生を、山はマラウイで最も標高の高いムランジェ山を意味する。

ローデシア・ニヤサランド連邦時代の国章